# Léo Bonatini
Leonardo „Léo” Bonatini Lohner Maia (ur. 28 marca 1994 w Belo Horizonte) – brazylijski piłkarz pochodzenia włoskiego występujący na pozycji napastnika w meksykańskim Atlético San Luis.